# Price.ua
Price.ua — сервіс порівняння цін в різних магазинах. Входить до складу міжнародного інтернет-холдингу Universal Commerce Group. Ресурс має механізм пошуку товарів і послуг в інтернет-магазинах, порівнюючи їх ціни і характеристики. Ресурс отримує оплату за кожен перехід покупця на сайт, де продається той чи інший товар.
Окрім каталогу товарів, сайт містить відгуки покупців, а також рейтинг фірм, сформований користувачами. Це допомагає оцінити надійність продавця.
Від заснування сайту, по травень 2021 року україномовна версія сайту була відсутня.

## Статистика
На вересень 2015 року аудиторія сайту складає 58 % — жінок і 42 % — чоловіків. Найбільш активні жінки у віці 25-34 роки — 42 %, чоловіків цього ж віку 47 %. Ця вікова категорія — 25-34 роки — є основною аудиторією сайту. Користувачі у віці 35-44 роки складають 19 %.
Щодня ресурс відвідує близько 200 тис. користувачів. Користувачі сайту складають близько 4 % загальної місячної аудиторії уанету.
На вересень 2015 року на ресурсі розміщено близько 1500 магазинів і 4 млн товарів. Щоправда, часто один і той же магазин може бути представлений кількома різними сайтами з різними назвами і цінами.
2011 року сайт запустив мобільний додаток для Android та iOS.
Станом на 2023 рік, згідно статистики SimilarWeb, щомісячна аудиторія сервісу приблизно 400 тисяч унікальних користувачів.

## Каталог товарів
Категорії каталогу:
- побутова техніка,
- товари для оселі,
- товари для дітей,
- авто/мото-товари,
- краса та здоров'я,
- книги й диски,
- тури (запущено 2014 року).

У січні 2011 року на сайті запущено функцію «розумний бюджет» і контекстні оголошення.
В липні 2015 року запущено агрегатор акційних пропозицій від магазинів.

## Співпраця
Ресурс співпрацює з aliexpress.com, dhgate.com, shopbop.com.

## Нагороди
Сайт було двічі визнано найкращим сайтом для порівняння цін України: у 2012 та 2013 роках за результатами незалежного рейтингу споживчих уподобань «Фаворити Успіху».

## Критика
У 2009 році низка великих українських інтернет-магазинів, серед яких "БТ-Київ", "Дешевше", "Діджита", "Матрікс", "Новостар", "Розетка", "Сіс-Тема", "Сокіл" і "Цифра", відкрито висловили невдоволення роботою Price.ua – каталогу цін на комп'ютерну техніку.
Власники онлайнових майданчиків, які є, за їх даними, найбільшими клієнтами даного сервісу порівняння цін, звинувачують ресурс у штучному збільшенні трафіку на свої веб-сайти та некоректній поведінці керівництва та співробітників Price.ua.